# Hyphantria
Hyphantria es un género de polillas de la subfamilia Arctiinae, familia Erebidae. El género fue creado por Thaddeus William Harris en 1841. Se encuentran principalmente en América del Norte y Central. Una especie, Hyphantria cunea, ha sido introducida en Eurasia.
Las plantas huéspedes son árboles de una gran variedad de familias. Los adultos vuelan de noche.

## Especies

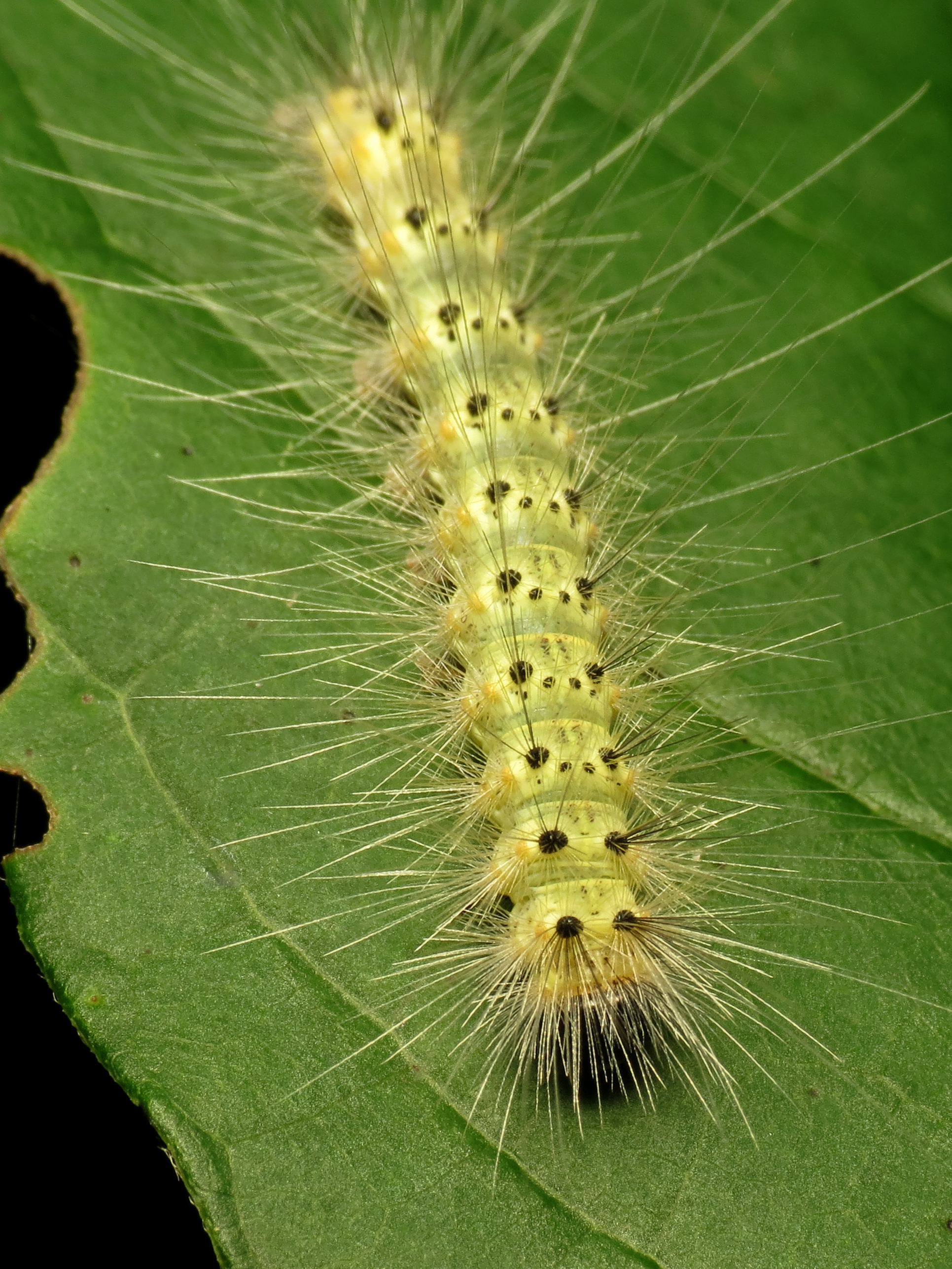
Oruga de Hyphantria cunea

- Hyphantria cunea (Drury, 1773)
- Hyphantria orizaba (Druce, 1897)
- Hyphantria panoezys (Dyar, 1916)
- Hyphantria penthetria Dyar, 1912
- Hyphantria pictipupa Fitch, 1857